# Сан-Жозе (Санта-Катарина)
Сан-Жозе (порт. São José)  —  муниципалитет в Бразилии, входит в штат Санта-Катарина. Составная часть мезорегиона Гранди-Флорианополис. Входит в экономико-статистический  микрорегион Флорианополис. Население составляет 196 887 человек на 2008 год. Занимает площадь 113,171 км². Плотность населения — 1.777,0 чел./км².

## История
Город основан 1 марта 1833 года. 

## Статистика
- Валовой внутренний продукт на 2004 составляет 1.657.540.000,00 реалов (данные: Бразильский институт географии и статистики).
- Валовой внутренний продукт на душу населения на 2004 составляет 8.603,00 реалов (данные: Бразильский институт географии и статистики).
- Индекс развития человеческого потенциала на 2000 составляет 0,849 (данные: Программа развития ООН).

## География
Климат местности: субтропический. В соответствии с классификацией Кёппена, климат относится к категории Cfa.

## Примечания

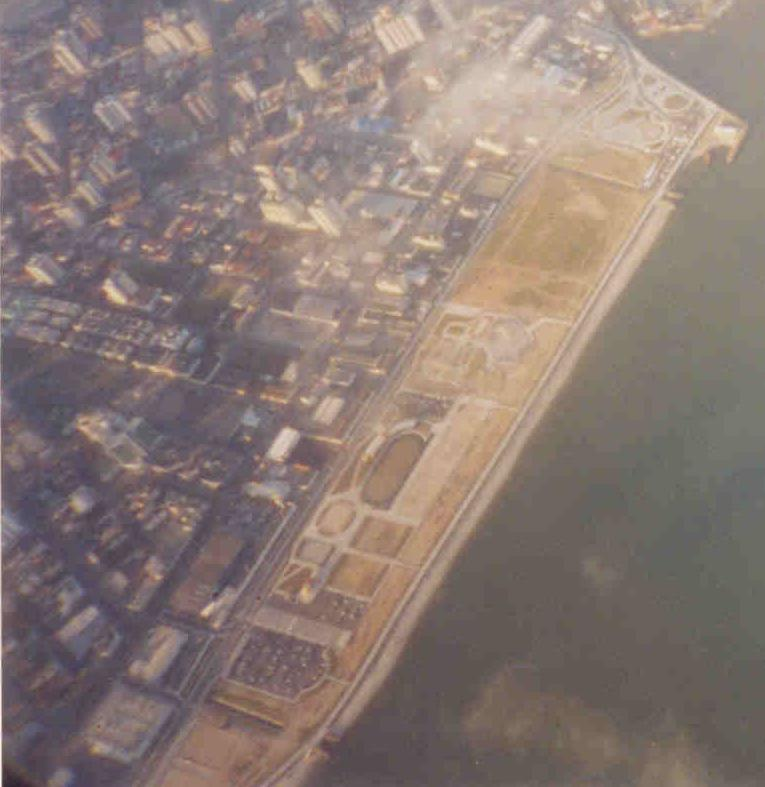